# Kalathomyrmex emeryi
Kalathomyrmex emeryi is een mierensoort uit de onderfamilie van de Myrmicinae. De wetenschappelijke naam van de soort is voor het eerst geldig gepubliceerd in 1907 door Auguste Forel.